# Villazopeque
Villazopeque – gmina w Hiszpanii, w prowincji Burgos, w Kastylii i León, o powierzchni 11,73 km². W 2011 roku gmina liczyła 60 mieszkańców.